# هرمون النمو 1
هرمون النمو 1 (بالإنجليزية: Growth hormone 1)‏ ويعرف كذلك بهرمون النمو النخامي أو سوماتوتروبين هو بروتين يُرمّز لدى البشر بواسطة الجين GH1. ينتمي هذا البروتين إلى عائلة الهرمونات سوماتوتروبين/برولاكتين التي تلعب دورا في التحكم بالنمو. يتواجد هذا الجين إلى جانب الجينات الأربعة ذات الصلة به في موقع هرمونات النمو على الصبغي 17 حيث تكون متموضعة في نفس التوجه النسخي، وهو ترتيب يُعتقد أنه تطور بواسطة سلسلة من تضاعف الجين. تتشارك الجينات الخمسة في درجة كبيرة من التماثل في التسلسل. يولد الوصل البديل نظائر بروتينية إضافية من كل واحد من هرمونات النمو الخمسة، وهو ما يؤدي إلى تنوع معتبر وإمكانية التخصص الوظيفي. يُعبَّر عن هذا الفرد بالذات من هذه العائلة في الغدة النخامية وليس في النسيج المشيمي كما هو الحال مع الجينات الأربعة الأخرى المتواجدة في موضع هرمونات النمو. تؤدي الطفرات في هذا الجين أو حذفه إلى نقص هرمون النمو وقامة قصيرة.